# Georg Monsen
Georg Monsen (Stavanger, 19 dicembre 1922 – Stavanger, 10 aprile 2015) è stato un allenatore di calcio e calciatore norvegese, di ruolo centrocampista.

## Carriera

### Giocatore

#### Club
Monsen giocò per il Viking dal 1945 al 1950. Si trasferì poi in Francia, prima al Besançon e poi al Nancy. Tornò al Viking nel 1953 e nel 1958.

### Allenatore
Fu allenatore del Viking dal 1953 al 1954. Nel 1955, guidò il Bryne. Tornò ad allenare il Viking dal 1956 al 1957, poi dal 1962 al 1963 e infine nel 1965. Nel 1957, fu anche allenatore del Vidar, così come due anni più tardi.